# 센트럴 미시간 대학교
센트럴 미시간 대학교(Central Michigan University, CMU)는 미시간주 마운트플레전트에 위치한 공립 연구형 대학이다. 1892년에 "Central Michigan Normal School and Business Institute"라는 교명으로 보통사립학교로서 설립되었다. 1895년 "Central State Normal School"로 변경되었다. 이 기관은 1959년 현재의 교명인 센트럴 미시간 대학교로 변경되었다.
미시간주의 8개 연구형 대학 중 하나이다. 마운트플레전트 캠퍼스에는 15,000명 이상의 학생이 있다.